# Mikitamäe
Mikitamäe är en ort i Estland. Den ligger i Mikitamäe kommun och landskapet Põlvamaa, i den sydöstra delen av landet, 230 km sydost om huvudstaden Tallinn. Mikitamäe ligger 36 meter över havet och antalet invånare är 345.
Terrängen runt Mikitamäe är platt. Runt Mikitamäe är det mycket glesbefolkat, med 7 invånare per kvadratkilometer. Närmaste större samhälle är Räpina, 11,9 km norr om Mikitamäe. Omgivningarna runt Mikitamäe är en mosaik av jordbruksmark och naturlig växtlighet.